# 法律與文學期刊
法律與文學期刊（Law and Literature），其前身為"卡多佐法律與文學研究"期刊(Cardozo Studies in Law and Literature)，是本傑明·卡多佐法學院出版的法學期刊，創刊於1988年。總編輯是彼得·古德里奇教授。最初於1989年出版，名為"卡多佐法律與文學研究"期刊該期刊於2002年改為三年刊。先由加州大學出版社出版，之後由泰勒及弗朗西斯出版公司出版，是美國為數不多的法律與文學方面的期刊之一；完全專注於被稱為法律與文學的跨學科研究。所發表的議題有私法及公法的問題、對創造性表達的限制、性別及種族偏見、詮釋學（解釋方法）以及文學作品中出現的法律問題，這些都是法律與文學期刊的常規主題。